# Shen Yang
Dans ce nom chinois, le nom de famille, Shen, précède le nom personnel.
Shen Yang est une joueuse d'échecs chinoise née le 23 janvier 1989 à Nankin. Maître international depuis 2013, elle a remporté le championnat du monde junior féminin en 2006 et le championnat de Chine féminin en 2009. En 2015, elle finit deuxième du championnat d'Asie d'échecs.
Au 1er octobre 2016, elle est la cinquième joueuse chinoise et la 19e joueuse mondiale avec un classement Elo de 2 479.

## Championnats du monde
Shen Yang a participé à six championnats du monde féminins :
| Année | Lieu                    | Résultat                            | Ultime adversaire    | Adversaires battues                                   |
| ----- | ----------------------- | ----------------------------------- | -------------------- | ----------------------------------------------------- |
| 2006  | Iekaterinbourg, Russie  | premier tour                        | Natalia Joukova      |                                                       |
| 2008  | Naltchik, Russie        | quart de finale (quatrième tour)    | Humpy Koneru         | Ketino Kachiani-Gersinska Zhao Xue Nadejda Kosintseva |
| 2010  | Antakya, Turquie        | premier tour                        | Ievguenia Ovod       |                                                       |
| 2012  | Khanty-Mansiïsk, Russie | premier tour                        | Huang Qian           |                                                       |
| 2015  | Sotchi                  | deuxième tour                       | Alexandra Kosteniouk | Alina Kachlinskaïa                                    |
| 2017  | Téhéran                 | troisième tour (huitième de finale) | Nana Dzagnidzé.      | Maritza Arribas Robaina Anastassia Savina             |

## Compétitions par équipe
Shen Yang a représenté la Chine lors de quatre championnats du monde par équipe, remportant deux médailles d'or par équipe (en 2007 et 2009), une médaille d'argent par équipe (en 2013) et une médaille de bronze par équipe (en 2015), ainsi que deux médailles individuelles : argent en 2007 et bronze en 2015. Elle a disputé deux olympiades féminines au troisième échiquier de la Chine, remportant la médaille de bronze par équipe lors de l'Olympiade d'échecs de 2006.